# Żychlin
Pour les articles homonymes, voir Żychlin (homonymie).
Żychlin (prononciation [ˈʐɨxlin]) est une ville située dans le powiat de Kutno, dans la voïvodie de Łódź, située dans le centre de la Pologne.
Elle est le siège administratif (chef-lieu) de la gmina de Żychlin.
Żychlin se situe à environ 50 kilomètres (km) au nord de Łódź (siège de la voïvodie) et 90 kilomètres à l'ouest de Varsovie (capitale de la Pologne).
Sa population s'élevait à 8 880 habitants en 2006 repartie sur une superficie de 8,69 km².

## Histoire
À la veille de la Seconde Guerre mondiale, la population de Zychlin atteignait 6 000 personnes: 45 % de Juifs, 50 % de Polonais, et 5 % d'Allemands. En 1939, elle a été annexée par l'Allemagne nazie à Wartheland. En 1942, les Juifs de la ville ont été déportés vers le camp de mort de Chelmno (Kulmhof).

## Administration
De 1975 à 1998, le village était attaché administrativement à l'ancienne voïvodie de Płock.

Depuis 1999, il fait partie de la nouvelle voïvodie de Łódź.

## Personnalités liées à la ville
- Aron Skrobek (1899-1943), syndicaliste et membre de la MOI.

## Galerie
Quelques vues de la ville

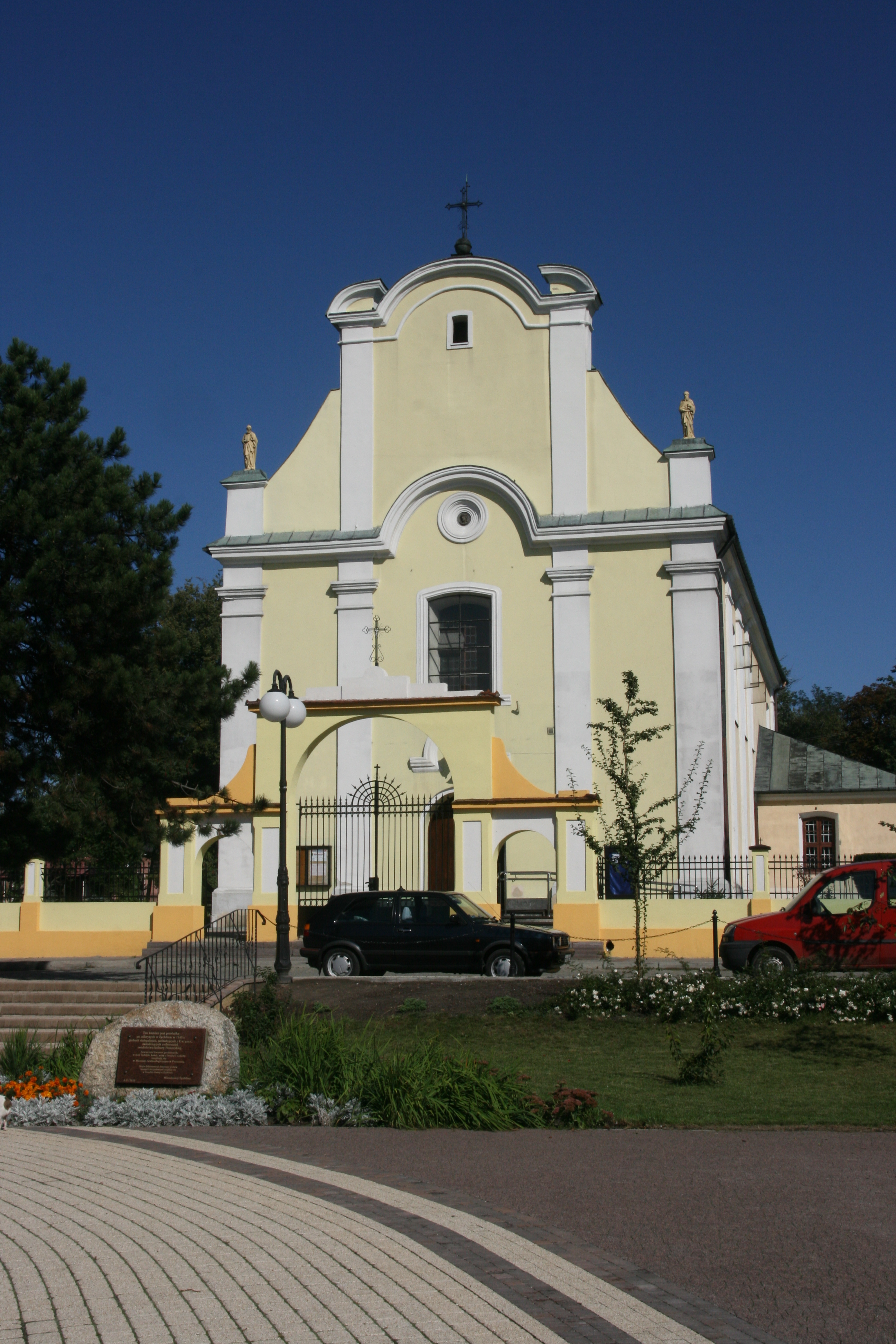
Église Saint Pierre et Paul
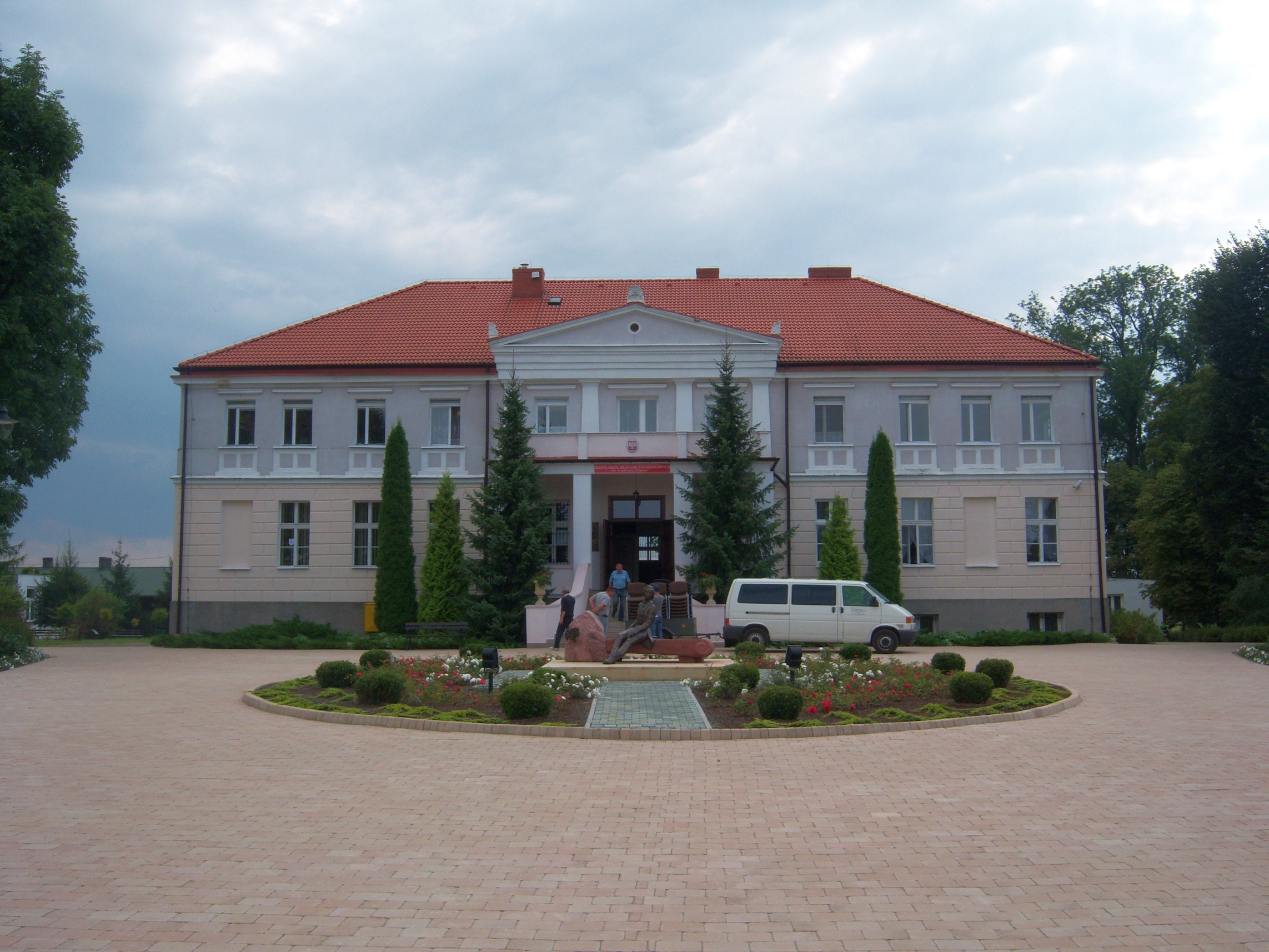
Palais Bronikowskich